# Kate Webb
Catherine Merrial Webb (24 de marzo de 1943, Christchurch, Nueva Zelanda-13 de mayo de 2007, Sídney, Australia), conocida como Kate Webb, fue una secretaria, filósofa, corresponsal y periodista neozelandesa.
Sus padres fallecieron en un accidente de automóvil cuando ella tenía 18 años. Realizó sus estudios de Filosofía en la Universidad de Melbourne. Trabajó como secretaria para el periódico The Sydney Daily Mirror y como corresponsal en países asiáticos de las agencias UPI y fue directora adjunta de Agencia France Presse (AFP) en Yakarta desde 1985 hasta 2001.
Fue considerada una de las mujeres pioneras en ser corresponsal de guerra.
Falleció el 13 de mayo de 2007, a los 64 años. Como homenaje fue creado el Premio Kate Webb, con una dotación de 3.000 euros para la persona que realice trabajo de corresponsal en zonas peligrosas o en circunstancias difíciles el premio es otorgado por la AFP.